# Longs Nunatak
Longs Nunatak ist ein 45 m hoher Nunatak an der Budd-Küste des ostantarktischen Wilkeslands. Am Ufer der Penney Bay gegenüber den Windmill-Inseln ragt er 1,5 km nordwestlich des Campbell-Nunatak auf.
Luftaufnahmen der US-amerikanischen Operation Highjump (1946–1947) dienten 1955 seiner Kartierung. Der US-amerikanische Polarforscher Carl Robert Eklund benannte ihn nach  Robert L. Long Jr., Ionosphärenphysiker auf der Wilkes-Station im Jahr 1957.